# خط طول 83° غرب
خط طول 83° غرب هو أحد خطوط الطول الجغرافية، والتي تمتد من القطب الشمالي الجغرافي إلى القطب الجنوبي الجغرافي، وحسب التحويل الزمني يتأخر خط طول 83° غرب عن خط غرينتش بـ5 ساعة و32 دقيقة.

## من القطب إلى القطب
ينطلق خط طول 83° غرب من القطب الشمالي نحو القطب الجنوبي مرورا بالمناطق التي ترد في الجدول التالي:
| الإحداثيات                         | البلد أو الإقليم أو البحر | ملاحظات |
| ---------------------------------- | ------------------------- | --- |
| 90°0′N 83°0′W / 90.000°N 83.000°W  | المحيط المتجمد الشمالي    | |
| 82°17′N 83°0′W / 82.283°N 83.000°W | كندا                      | نونافوت — جزيرة إليسمير |
| 76°25′N 83°0′W / 76.417°N 83.000°W | جونز ساوند [لغات أخرى]‏    | |
| 75°45′N 83°0′W / 75.750°N 83.000°W | كندا                      | نونافوت — جزيرة ديفون |
| 74°35′N 83°0′W / 74.583°N 83.000°W | Lancaster Sound           | |
| 73°40′N 83°0′W / 73.667°N 83.000°W | كندا                      | نونافوت — بافن (جزيرة) |
| 69°58′N 83°0′W / 69.967°N 83.000°W | Fury و Hecla Strait       | |
| 69°46′N 83°0′W / 69.767°N 83.000°W | كندا                      | نونافوت — Liddon Island, شبه جزيرة ميلفيل (mainland) و Winter Island |
| 66°12′N 83°0′W / 66.200°N 83.000°W | حوض فوكس                  | |
| 64°54′N 83°0′W / 64.900°N 83.000°W | كندا                      | نونافوت — جزيرة ساوثهامبتون |
| 63°57′N 83°0′W / 63.950°N 83.000°W | Evans Strait              | |
| 62°52′N 83°0′W / 62.867°N 83.000°W | كندا                      | نونافوت — جزيرة كوتس [لغات أخرى]‏ |
| 62°13′N 83°0′W / 62.217°N 83.000°W | خليج هدسون                | |
| 55°16′N 83°0′W / 55.267°N 83.000°W | كندا                      | نونافوت — a small unnamed island أونتاريو — من 55°13′N 85°0′W / 55.217°N 85.000°W, the mainland و جزيرة مانيتولين [لغات أخرى]‏ |
| 45°49′N 83°0′W / 45.817°N 83.000°W | بحيرة هرون                | |
| 44°3′N 83°0′W / 44.050°N 83.000°W  | الولايات المتحدة          | ميشيغان — مرورا عبر ديترويت (في 42°20′N 83°0′W / 42.333°N 83.000°W) |
| 42°19′N 83°0′W / 42.317°N 83.000°W | كندا                      | أونتاريو — مرورا عبر وندسور (أونتاريو) (42°18′N 83°0′W / 42.300°N 83.000°W |
| 42°1′N 83°0′W / 42.017°N 83.000°W  | بحيرة إري                 | |
| 41°32′N 83°0′W / 41.533°N 83.000°W | الولايات المتحدة          | أوهايو — مرورا عبر كولومبوس (أوهايو) (في 39°57′N 83°0′W / 39.950°N 83.000°W) كنتاكي — من 38°43′N 83°0′W / 38.717°N 83.000°W فرجينيا — من 36°51′N 83°0′W / 36.850°N 83.000°W تينيسي — من 36°35′N 83°0′W / 36.583°N 83.000°W كارولاينا الشمالية — من 35°46′N 83°0′W / 35.767°N 83.000°W كارولاينا الجنوبية — من 35°1′N 83°0′W / 35.017°N 83.000°W جورجيا (ولاية أمريكية) — من 34°28′N 83°0′W / 34.467°N 83.000°W فلوريدا — من 30°37′N 83°0′W / 30.617°N 83.000°W |
| 29°10′N 83°0′W / 29.167°N 83.000°W | خليج المكسيك              | مرورا بغرب the حديقة دراي تورتوغاس الوطنية islands, فلوريدا, الولايات المتحدة (في 24°38′N 82°56′W / 24.633°N 82.933°W) |
| 23°1′N 83°0′W / 23.017°N 83.000°W  | كوبا                      | |
| 22°31′N 83°0′W / 22.517°N 83.000°W | البحر الكاريبي            | Gulf of Batabanó |
| 21°56′N 83°0′W / 21.933°N 83.000°W | كوبا                      | جزيرة خوفينتود |
| 21°28′N 83°0′W / 21.467°N 83.000°W | البحر الكاريبي            | مرورا عبر the Miskito Cays, نيكاراغوا (في 14°23′N 83°0′W / 14.383°N 83.000°W) · Passing between the Corn Islands, نيكاراغوا (في 12°13′N 83°0′W / 12.217°N 83.000°W) |
| 9°55′N 83°0′W / 9.917°N 83.000°W   | كوستاريكا                 | |
| 8°22′N 83°0′W / 8.367°N 83.000°W   | بنما                      | لحوالي 8 km |
| 8°17′N 83°0′W / 8.283°N 83.000°W   | كوستاريكا                 | لحوالي 4 km |
| 8°15′N 83°0′W / 8.250°N 83.000°W   | المحيط الهادئ             | |
| 60°0′S 83°0′W / 60.000°S 83.000°W  | المحيط الجنوبي            | |
| 73°33′S 83°0′W / 73.550°S 83.000°W | القارة القطبية الجنوبية   | Territory المطالب الإقليمية بالقارة القطبية الجنوبية by تشيلي |